# قل لي من أنت (فلم)
قل لي من أنت أو مين يي (بالفرنسية: Min Ye) فيلم دراما مالي من إخراج سليمان سيسيه سنة 2009. تم منحه عرضا خاصا في مهرجان كان السينمائي 2009.

## القصة
تدور أحداث الفيلم في مالي، ويروي قصة عائلة يسود حياتها التوتر والضجر واختلال العلاقات الزوجية.

## روابط خارجية
- مقالات تستعمل روابط فنية بلا صلة مع ويكي بيانات